# 费多尔·库拉科夫
费多尔·达维多维奇·库拉科夫（俄语：Фёдор Давы́дович Кулако́в，1918年2月4日—1978年7月17日）苏联党和国家领导人，苏共中央书记处书记。

## 生平
1918年，生于库尔斯克省利戈夫区费季日镇农民家庭。1938年，毕业于雷利斯克农业技术学校，任坦波夫州乌里茨科耶国营甜菜农场副科长，奔萨州泽梅启诺制糖联合企业科长和农艺师。1940年，加入苏联共产党。1941年，任共青团奔萨州泽梅奇诺区委第一书记，泽梅奇诺区土地管理处处长。1943年，任尼古拉—斯卡亚佩斯特拉夫卡区党委第一书和区苏维埃执行委员会主席。1944年，任奔萨州委农业部部长、州农业局局长。
1950年，任奔萨州苏维埃执行委员会主席。1955年，任农业部副部长。1957年，毕业于苏联农业学院。1959年，任谷物产品部部长。1960年，任斯塔夫罗波尔边疆区委第一书记。1964年，任苏共中央农业部部长。1965年，任苏共中央书记处书记。1961年，为苏共中央委员会委员。1971年，为苏共中央政治局常委。1978年，逝世。